# Księstwo głogówecko-prudnickie
Księstwo głogówecko-prudnickie – dawne księstwo śląskie istniejące w latach 1420–1460 ze stolicą w Głogówku.

## Historia
Bernard niemodliński wraz z bratem Bolkiem IV przejęli Prudnik i Głogówek jako oprawę wdowią po śmierci wdowy po Władysławie Opolczyku, która nastąpiła pomiędzy 1418 a 1424.
Wkrótce władzę na tym obszarze przejął syn Bolka IV, Bolko V Husyta (Wołoszek). Początkowo sprawował on rządy wraz ze swoim ojcem. Pierwszy zachowany dokument, w którym Bolko V jest wspomniany jako pan Prudnika pochodzi z 6 maja 1425 roku, zaś jego żona Elżbieta Granowska, pasierbica króla Polski Władysława II Jagiełły, jako księżna głogówecka występuje w dokumencie z 5 lutego 1427.
Bolko V został samodzielnym władcą Prudnika i Głogówka dopiero w 1426. W Prudniku jednak wciąż występował niedział rodzinny, przez który Bolko V potrzebował zgody stryja Bernarda na wydawanie niektórych aktów prawnych, między innymi na oddzielenie od Prudnika wsi Skrzypiec w 1430.
W 1428 roku na Śląsk wkroczyli husyci. Oddziały husyckie dowodzone przez Walka Kudelnika obległy Głogówek. Książę Bolko V, który wówczas przebywał w Gliwicach nie poszedł miastu na odsiecz, lecz sam przystąpił do husytów. Książę zsekularyzował dobra kościelne w swojej domenie. W 1429 Bolko V opanował na własny rachunek sąsiadujące z księstwem dobra biskupie w kasztelanii nyskiej. W roku następnym razem ze swymi sojusznikami wyprawił się na Jasną Górę leżącą w granicach Polski oraz wtargnął do należącej do książąt brzeskich ziemi namysłowskiej, gdzie udało mu się zdobyć Kluczbork (Namysłów obronił się dzięki pomocy wrocławian). W następnych latach podbijał kolejne ziemie śląskie.
17 kwietnia 1433 Bolko Husyta zdobył Gliwice, zajął nieobwarowany Rybnik i rozpoczął oblężenie Żor. Na odsiecz załodze miasta przyszedł książę raciborsko-karniowski Mikołaj V oraz książę oświęcimski Kazimierz I Oświęcimski. Wojska husyckie odstąpiły od oblężenia i rozpoczęły odwrót na Gliwice. Zwycięstwo żorskie księcia Mikołaja Raciborskiego zatrzymało podboje Bolka V i pozwoliło zadać mu klęskę pod Rybnikiem, która miała miejsce 13 maja 1433. W 1445 Bolko V wykupił od zbójców Głuchołazy. Władał nimi do 1450.
Księstwo głogówecko-prudnickie zostało ponownie przyłączone do księstwa opolskiego z inicjatywy Mikołaja I opolskiego po śmierci Bolka V w 1460 roku.